# Sergueï Gorbok
Sergueï Valerievitch Gorbok (en russe : Сергей Валерьевич Горбок), né Siarhei Harbok (en biélorusse : Сяргей Гарбок) le 4 décembre 1982 à Minsk en RSS de Biélorussie, est un joueur de handball international biélorusse, naturalisé russe en 2012. Il évolue au poste d'arrière gauche.
Il possède la particularité d'avoir remporté le championnat national dans 6 pays différents (Biélorussie, Ukraine, Slovénie, Russie, Macédoine du Nord et Hongrie), auxquels on peut ajouter un titre de vice-champion d'Allemagne.

## Palmarès

### En clubs
Compétitions internationales
- Vainqueur de la Ligue des champions (1) : 2019 (avec Vardar Skopje)
  - Demi-finaliste en 2009 (avec Rhein-Neckar Löwen)
- Finaliste de la Coupe d'Europe des vainqueurs de coupe (1) : 2008 (avec Rhein-Neckar Löwen)
- Vainqueur de la Ligue SEHA (1) : 2019
  - Finaliste en 2016

Compétitions nationales
- Vainqueur du Championnat de Biélorussie (1) : 2003
- Vainqueur du Championnat d'Ukraine (2) : 2004, 2005
- Vainqueur du Championnat de Slovénie (2) : 2006, 2007
- Vainqueur de la Coupe de Slovénie (2) : 2006, 2007
- Vainqueur du Championnat de Russie (3) : 2011, 2012, 2013
- Vainqueur de la Coupe de Russie (3) : 2011, 2012, 2013
- Deuxième du Championnat d'Allemagne (1): 2014
- Vainqueur du Championnat de Macédoine du Nord (3) : 2015, 2016, 2019
- Vainqueur de la Coupe de Macédoine du Nord (2) : 2015, 2016
- Vainqueur du Championnat de Hongrie (1) : 2018

### En équipe nationale
Championnats du monde
- 7e place au Championnat du monde 2013 avec  Russie
- 19e place au Championnat du monde 2015 avec  Russie
- 12e place au Championnat du monde 2017 avec  Russie

Championnats d'Europe
- 15e place au Championnat d'Europe 2008 avec  Biélorussie
- 9e place au Championnat d'Europe 2014 avec  Russie
- 9e place au Championnat d'Europe 2016 avec  Russie